# Теспроти
Теспротите (на гръцки: Θεσπρωτοί – Thesprōtoi) са древно епиротско племе, близко до молосите. Омир често споменава теспротите като народ, поддържащ приятелски отношения с антична Итака и Кефалония. На североизток от теспротите са чамите, а на юг – молосите. Теспротите участват в Епирската лига, а по-късно са завоювани от Римската империя.
Теспротите участват активно и във вътрешния живот на антична Тесалия. Според Херодот, именно теспротите са тесалийците по времето на Класическа Гърция, макар областта да била традиционно тетрархия. 